# Middlebury (Connecticut)
Middlebury város az USA Connecticut államában, New Haven megyében. Lakosainak száma 7574 fő (2020. április 1.).

## Népesség
A település népességének változása:

| 2010 | 7 575 |
| 2020 | 7 574 |